# Just the Way You Are (Billy Joel)
Just the Way You Are è una canzone di Billy Joel registrata nel 1977 per l'album The Stranger. Scritta come regalo di compleanno per la prima moglie del cantante, Elizabeth Weber, il singolo fu il primo del cantante a entrare nella top ten statunitense, raggiungendo la terza posizione della Billboard Hot 100. Fu anche il primo disco d'oro nella carriera di Joel, che inoltre gli permise di vincere un Grammy Awards 1979 come "canzone dell'anno". Il sassofono presente nel brano fu suonato da Phil Woods, che prese il posto di Richie Cannata, che aveva suonato per quasi tutte le canzoni presenti in The Stranger.

## Storia
Nell'intervista radiofonica rilasciata nella trasmissione The Howard Stern Show del 16 novembre 2010, Billy Joel aveva rivelato di aver tratto l'ispirazione, per scrivere questo brano dalla canzone di Frankie Valli and the Four Season "Rag Doll" (che finisce con la frase che è divenuta il titolo ed i motivi del coro); brano che tra l'altro in seguito è stata anche fonte d'ispirazione per Uptown Girl.

## Tracce
7"
1. Just The Way You Are - 3:27
2. Get It Right The First Time - 3:54

## Classifiche
| Chart (1977)                                 | Peak position |
| -------------------------------------------- | ------------- |
| Official Singles Chart                       | 19            |
| U.S. Billboard Hot 100                       | 3             |
| U.S. Billboard Hot Adult Contemporary Tracks | 1             |

## Cover
- José José in Lo Pasado, Pasado intitolata Te quiero tal como eres in spagnolo (1978)
- Les McCann in The Man (1978)
- Barry White in The Man (1978)
- Yūji Ōno in Lupin The Third Jazz: Plays The Standards & Others (2001)
- Diana Krall in Live in Paris (2002)
- Harry Connick Jr. in Your Songs (2009)
- Houston Person in Moment to Moment (2010)
- Willie Nelson in Ride Me Back Home (2019)

### Cover di Barry White
Barry White registrò una cover di Just the Way You Are in occasione dell'uscita dell'album The Man del 1978. Il singolo pubblicato ebbe un buon successo, soprattutto nel Regno Unito.

### Tracce
7 Single
1. Just The Way You Are - 4:57
2. Your Sweetness Is My Weakness - 4:02

### Classifiche
| Classifica (1978) | Posizione più alta |
| ----------------- | ------------------ |
| U.S. R&B Chart    | 45                 |
| Regno Unito       | 12                 |

## Altre cover
Just the Way You Are è stata oggetto di numerose cover da parte di artisti come Mina (Brano inciso nell'album Finalmente ho conosciuto il conte Dracula... del 1985), Diana Krall, Simone Kopmajer, Grover Washington, Jr., Shirley Bassey, Mia Martini, José Feliciano, Engelbert Humperdinck, Frank Sinatra, Lesley Ann Warren (che la interpretò durante The Muppet Show), Maggie Gyllenhaal (per il film Happy Endings) i Cluster e Mario Biondi. Una versione strumentale del brano è presente anche durante il film The Blues Brothers. Zucchero Fornaciari ne ha campionato parte della melodia per la realizzazione del brano Ahum contenuto in Shake del 2001.